# Sói và bê
Sói và bê (tiếng Nga: Волк и телёнок) là một bộ phim hoạt hình rối của đạo diễn Mikhail Kamenetsky, ra mắt lần đầu năm 1984.

## Ê-kíp
- Chỉ đạo nghệ thuật: I.Kostriona
- Âm thanh: Vladimir Kutuzov
- Lồng tiếng: Olga Gromova (Cáo/Bê khi bé), Vsevolod Larionov (Lợn Rừng), Oleg Tabakov (Sói), Vladimir Vinokur (Gấu/Bê khi lớn)